# ア・フュー・グッドメン
『ア・フュー・グッドメン』（A Few Good Men）は、1992年に公開されたアメリカ映画。アーロン・ソーキンの脚本による同名の舞台劇（A Few Good Men）を基に映画化された。製作・配給はキャッスル・ロック・エンターテインメントとコロンビア・ピクチャーズで、監督はロブ・ライナー。トム・クルーズ、ジャック・ニコルソン、デミ・ムーアが共演する軍法会議サスペンス。
製作費約3300万ドルに対し、アメリカだけで1億4000万ドルを超す興行収入を得た。また、数多くの賞にノミネートされた。ジャック・ニコルソン演じるネイサン・R・ジェセップ大佐が放つセリフ「You can't handle the truth!（『おまえに真実は分からん！』）」は、アメリカ映画の名セリフベスト100において29位にランクインされている。

## ストーリー
キューバにあるグァンタナモ米軍基地で海兵隊員ウィリアム・T・サンティアゴ一等兵が殺害された。被疑者は同じ部隊のハロルド・W・ドーソン上等兵とローデン・ダウニー一等兵。彼らの弁護人に任命されたダニエル・キャフィ（トム・クルーズ）中尉はハーバード出身だが法廷経験がない。被告2人は軍隊内の落ちこぼれに対する通称「コードR」（CODE RED規律を乱す者への暴力的制裁）の遂行を命じられていた。
野球に没頭するキャフィは裁判を簡単にすまそうとしていたが、特別弁護人ジョアン・ギャロウェイ少佐（デミ・ムーア）が司法長官だった父のことも話題にして叱咤。サム・ワインバーグ中尉（ケヴィン・ポラック）と3人で裁判に臨む。サンティアゴは過酷な訓練に耐えかね、ドーソンによる不法発砲事件の情報提供と引き換えに基地からの転籍を申し出ていた。国家安全保障会議のメンバーにもなるような基地の司令官ネイサン・R・ジェセップ大佐（ジャック・ニコルソン）がこれに激怒してコードRを発令していた。これを受けたケンドリック中尉の命令に忠実に従っただけで、被告には殺意はなかったのだという。
やがて失踪していた副司令官マシュー・マーキンソン中佐（Ｊ・Ｔ・ウォルシュ）が突然現れ、真実を証言すると約束するが直前に自殺。最後の手段として、懲戒覚悟でジェセップを証言台に立たせる決意をした。法廷での2人の対決は、キャフィの巧みな弁舌で、ジェセップの権力への盲信を突き、自ら「コードR」の指令を出したことを白状させ、被告であるダウニーとドーソンは無罪とはなったが、軍に対する背信により除隊処分となる。ダウニーは訳が分からず動揺する。ドーソンはこの裁判を通じて、自分が守るべきものは軍の規律ではなく、弱者であるサンティアゴだったことを悟るのだった。

## 登場人物・キャスト
ダニエル・キャフィ中尉
演 - トム・クルーズ、日本語吹替 - 鈴置洋孝
ドーソンとダウニーの主任弁護人。海軍法務部（JAG）所属法務官。
ネイサン・R・ジェセップ大佐
演 - ジャック・ニコルソン、日本語吹替 - 小林清志
グアンタナモ米海兵基地司令官。海兵隊員。
ジョアン・ギャロウェイ少佐
演 - デミ・ムーア、日本語吹替 - 高島雅羅
海軍法務官。被告人の弁護団の一員。
ジャック・ロス大尉
演 - ケヴィン・ベーコン、日本語吹替 - 大塚芳忠
検察官、海軍法務部所属法務官。海兵隊員。
ジョナサン・ケンドリック中尉
演 - キーファー・サザーランド、日本語吹替 - 金尾哲夫
サンティアゴの小隊長。海兵隊員。
サム・ワインバーグ中尉
演 - ケヴィン・ポラック、日本語吹替 - 牛山茂
キャフィの同僚で弁護団の一員。海軍法務官。
マシュー・アンドリュー・マーキンソン中佐
演 - J・T・ウォルシュ、日本語吹替 - 池田勝
グアンタナモ米海兵基地副司令官。海兵隊員。
ローデン・ダウニー一等兵
演 - ジェームズ・マーシャル、日本語吹替 - 高宮俊介
被告人。サンティアゴと同部隊の海兵隊員。
ハロルド・W・ドーソン上等兵
演 - ウォルフガング・ボディソン、日本語吹替 - 星野充昭
被告人。サンティアゴと同部隊の海兵隊員。
ウィリアム・T・サンティアゴ一等兵
演 - マイケル・デロレンツォ、日本語吹替 - 藤原啓治
被害者の海兵隊員。
ストーン軍医中佐
演 - クリストファー・ゲスト、日本語吹替 - 有本欽隆
グアンタナモ米軍基地病院軍医。海軍所属。
ジュリアス・アレクサンダー・ランドルフ大佐
演 - J・A・プレストン、日本語吹替 - 藤本譲
軍法会議判事。海軍法務官。海兵隊員。
デイブ・スプラドリング中尉
演 - マット・クレイヴン、日本語吹替 - 秋元羊介
カール・ハマカー伍長
演 - キューバ・グッディング・ジュニア、日本語吹替 - 辻親八
サンティアゴと同部隊の海兵隊員。
ジェフリー・バーンズ伍長
演 - ノア・ワイリー
サンティアゴと同部隊の海兵隊員。
ウィテカー大佐
演 - ザンダー・バークレー、日本語吹替 - 田原アルノ
キャフィとサムの上司。海軍法務官。

## スタッフ
- 監督 : ロブ・ライナー
- 製作総指揮 : ウィリアム・S・ギルモア、レイチェル・ファイファー
- 製作 : デヴィッド・ブラウン、ロブ・ライナー、アンドリュー・シェインマン
- 脚本 : アーロン・ソーキン
- 音楽 : マーク・シャイマン
- 撮影 : ロバート・リチャードソン

日本語版スタッフ
- 演出：中野寛次
- 翻訳：木原たけし
- 調整：荒井孝
- プロデュース：吉岡美惠子
- 制作補：神部宗之、菊地由香
- 日本語版制作：東北新社

## 主な受賞

### ノミネート
- アカデミー賞 - 作品賞、助演男優賞、編集賞、音響賞
- ゴールデングローブ賞 - 作品賞 (ドラマ部門)、監督賞、主演男優賞、助演男優賞、脚本賞
- MTVムービー・アワード - 女優賞、男優賞、悪役賞
- エドガー賞 - 映画賞

### 受賞
- MTVムービー・アワード - 作品賞
- ナショナル・ボード・オブ・レビュー - 助演男優賞
- ピープルズ・チョイス・アワード - 「最も好きな映画」賞、「最も好きなドラマテックな映画」賞

## DVD
2003年4月23日にソニー・ピクチャーズ エンタテインメントより「ア・フュー・グッドメン　コレクターズ・エディション」が発売された。
監督による音声解説、メイキング・ドキュメンタリー、フィルモグラフィ、オリジナル劇場予告編集、アーロン・ソーキンとロブ・ライナーが語る舞台劇から映画化への道のり、が特典映像として収録されている。また通常版では日本語字幕しか表示されなかったが英語字幕も可能になっている。

## Ultra HD Blu-ray
2017年12月13日にHappinetがリリース。Ultra HD Blu-ray

言語：英語、日本語
メディア形式：色、ドルビー、4K、ワイドスクリーン

## 舞台
1989年に舞台作品がブロードウェイで上演され、この戯曲をもとに1992年にロブ・ライナー監督により映画化された。
2015年に日本版舞台作品が天王洲 銀河劇場で上演。鈴木勝秀が上演台本・演出を担当。日本版では登場人物が7人に絞られている。
キャスト（日本版）
- ダニエル・キャフィ中尉 - 淵上泰史
- ジョアン・ギャロウェイ少佐 - 瀬奈じゅん
- ネイサン大佐 - 田口トモロヲ
- ジャック・ロス大尉 - 小西遼生
- ジャナサン・ケンドリック中尉 - 菅原永二
- ジュリアス・アレクサンダー・ランドルフ大佐 - 阿部丈二
- ハロルド・W・ドーソン兵長 - 平埜生成